# Kulturgeschichte der Neuzeit
Die Kulturgeschichte der Neuzeit ist ein großangelegter und mehrbändiger Essay von Egon Friedell über die Geschichte der abendländischen Kultur vom Ausgang des Mittelalters bis zum Vorabend des Ersten Weltkriegs. Das Werk erschien (nach einem Anlauf bei einem anderen Verleger) in drei Bänden 1927–1931 bei Beck in München.

## Charakter des Werkes
Es kann insofern nicht als historische Monografie aufgefasst werden, als Friedell selbst erklärt hat, sich keiner der geschichtswissenschaftlichen Methoden bedient zu haben, die einleitend von ihm diskutiert und verworfen werden. Das Werk ist systematisch aufgebaut, aber eher idealtypisch, mit pointierend hervorgehobenen Einzelzügen belegt und enthält zwar Zitate, diese sind aber nicht – wie im wissenschaftlichen Bereich üblich, ja gefordert – mit Quellenhinweisen hinterlegt. Nichtsdestoweniger sind dem Buch umfangreiche Studien vorausgegangen, die Autoren werden aber nur anlässlich erwähnt. Das Werk ist also sehr subjektiv gehalten und folgt gewissen Grundthesen Friedells, von denen eine bereits im ausführlichen Untertitel anklingt: Die Krisis der europäischen Seele von der schwarzen Pest bis zum ersten Weltkrieg.
Schon bei den ersten Sätzen merkt der Leser, dass er kein gewöhnliches historiographisches Werk vor sich hat, und er wird gleich in die Gedankenwelt Friedells gezogen:
Durch die unendliche Tiefe des Weltraums wandern zahllose Sterne, leuchtende Gedanken Gottes, selige Instrumente, auf denen der Schöpfer spielt. Sie alle sind glücklich, denn Gott will die Welt glücklich. Ein einziger ist unter ihnen, der dieses Los nicht teilt: auf ihm entstanden nur Menschen. Wie kam das? Hat Gott diesen Stern vergessen? Oder hat er ihm die höchste Glorie verliehen, indem er ihm freistellte, sich aus eigener Kraft zur Seligkeit emporzuringen? Wir wissen es nicht. Einen winzigen Bruchteil der Geschichte dieses winzigen Sterns wollen wir zu erzählen versuchen. (S. 3)
Für heutige Leser ist das Werk aus folgenden Gründen von Interesse:
- Es liefert ausführliche und sehr lebendige Porträts von Persönlichkeiten wie Martin Luther, Raffael, Francis Bacon, William Shakespeare, René Descartes, Voltaire, Friedrich II. von Preußen, Immanuel Kant, Johann Wolfgang von Goethe, Friedrich Schiller, Franz Schubert, Jacques Offenbach oder Otto von Bismarck.
- Es erklärt die philosophischen Thesen von Descartes, Bacon, Kant, Hegel, Schopenhauer, Nietzsche und anderen auf sehr anschauliche Weise und setzt sie in Beziehung zur übrigen Kulturgeschichte, auch zur politischen Geschichte.
- In ähnlicher Weise ordnet es die wichtigsten Werke von Dichtern wie Shakespeare, Goethe, Schiller, Dostojewski oder Ibsen, von Malern wie Raffael, Rembrandt, Monet, ja sogar die wichtigsten naturwissenschaftlichen Entdeckungen und technischen Erfindungen der Zeit in übergreifende ideengeschichtliche Strömungen ein und lässt Ursachen und Folgen dieser Werke und Ereignisse hervortreten.

In seinen Wertungen ist Friedell dabei teilweise hoch-emotional, hymnisch in seiner Zustimmung und äußerst polemisch in seiner Ablehnung. So attestiert er Baruch de Spinoza geradezu, wahnsinnig gewesen zu sein, während der Abschnitt über Shakespeare zu einer Ode in Prosa geriet.

## Gliederung
Das Werk gliedert sich in eine Einleitung, fünf Bücher und einen Epilog. Die Bücher sind in Kapitel unterteilt, zur weiteren Orientierung des Lesers sind im Inhaltsverzeichnis alle Marginalien aufgenommen, die Friedell als weiterhin gliedernde Abschnittsüberschriften benutzt. Das beschert dem umfänglichen (ca. 1500 Druckseiten) Werk ein angemessen großes Inhaltsverzeichnis (über 10 Druckseiten) und ermöglicht – insbesondere dem bereits damit Vertrauten – das schnelle Auffinden gesuchter Textpassagen. Die sich aus den Titeln (und Untertiteln) der Hauptteile ergebende Gliederung kann aus historischer Sicht wenig überraschen:
- Einleitung: Was heißt und zu welchem Ende studiert man Kulturgeschichte? (ca. 50 Druckseiten)
- Erstes Buch: Renaissance und Reformation – Von der schwarzen Pest bis zum Dreißigjährigen Krieg (von 1349 bis 1618, sieben Kapitel, ca. 350 Druckseiten)
- Zweites Buch: Barock und Rokoko – Vom Dreißigjährigen Krieg bis zum Siebenjährigen Krieg (1618 bis 1756, drei Kapitel, ca. 250 Druckseiten)
- Drittes Buch: Aufklärung und Revolution – Vom Siebenjährigen Krieg bis zum Wiener Kongreß (1756 bis 1815, drei Kapitel, knapp 300 Druckseiten)
- Viertes Buch: Romantik und Liberalismus – Vom Wiener Kongreß bis zum deutsch-französischen Krieg (1815 bis 1870, drei Kapitel, gut 300 Druckseiten)
- Fünftes Buch: Imperialismus und Impressionismus – Vom deutsch-französischen Krieg bis zum Weltkrieg (1870 bis 1914, zwei Kapitel, gut 200 Druckseiten)
- Epilog: Sturz der Wirklichkeit (ca. 30 Druckseiten)

Auffällig in dieser Gliederung ist die fast ausschließliche Verwendung von Ereignissen des politischen Teils der Geschichte, was man von einer Kulturgeschichte nicht unbedingt erwarten mag: Dieses Inhaltsverzeichnis lässt wenig davon ahnen, dass es sich bei Friedells Werk keinesfalls um eines traditioneller Orientierung an den jeweiligen Katastrophen (meistens Kriege, aber – siehe oben – auch Epidemien) handelt. Außerdem (daher sind auch Seitenzahlen oben genannt) hat sich Friedell sichtlich bemüht, die einzelnen Epochen, die sich nacheinander zeitlich verkürzen (dies ist natürlich keine Erfindung Friedells), in annähernd gleichen Textumfängen abzuhandeln. Die Vielzahl der Kapitel im ersten Buch mag darauf hinweisen, dass Friedell hier auch Themen behandelt, die er selbst ausdrücklich nicht zur Neuzeit (sondern noch zum Mittelalter) zählt.

## Bezug zu anderen Werken des Autors
Zu seiner Kulturgeschichte des Altertums (zwei Teile, ein dritter über die römische Zeit entstand nicht mehr) besteht kein besonderer Bezug, wie der Autor selbst in einer Vorbemerkung zum ersten Band (Kulturgeschichte Ägyptens und des alten Orients) sagt (und dabei in köstlicher Weise seine Vergangenheit als Kabarettist nicht verleugnet):

„Diese ‚Kulturgeschichte des Altertums‘ steht zu meiner dreibändigen ‚Kulturgeschichte der Neuzeit‘ in keiner unmittelbaren Beziehung: [...] sie ist nach einer anderen Methode angelegt und ausgeführt. Man kann daher ebenso gut dieses Werk vor jenem lesen wie jenes vor diesem, aber auch nur dieses oder nur jenes und sogar beide nebeneinander; und man kann auch keines von beiden lesen“

## Ausgaben

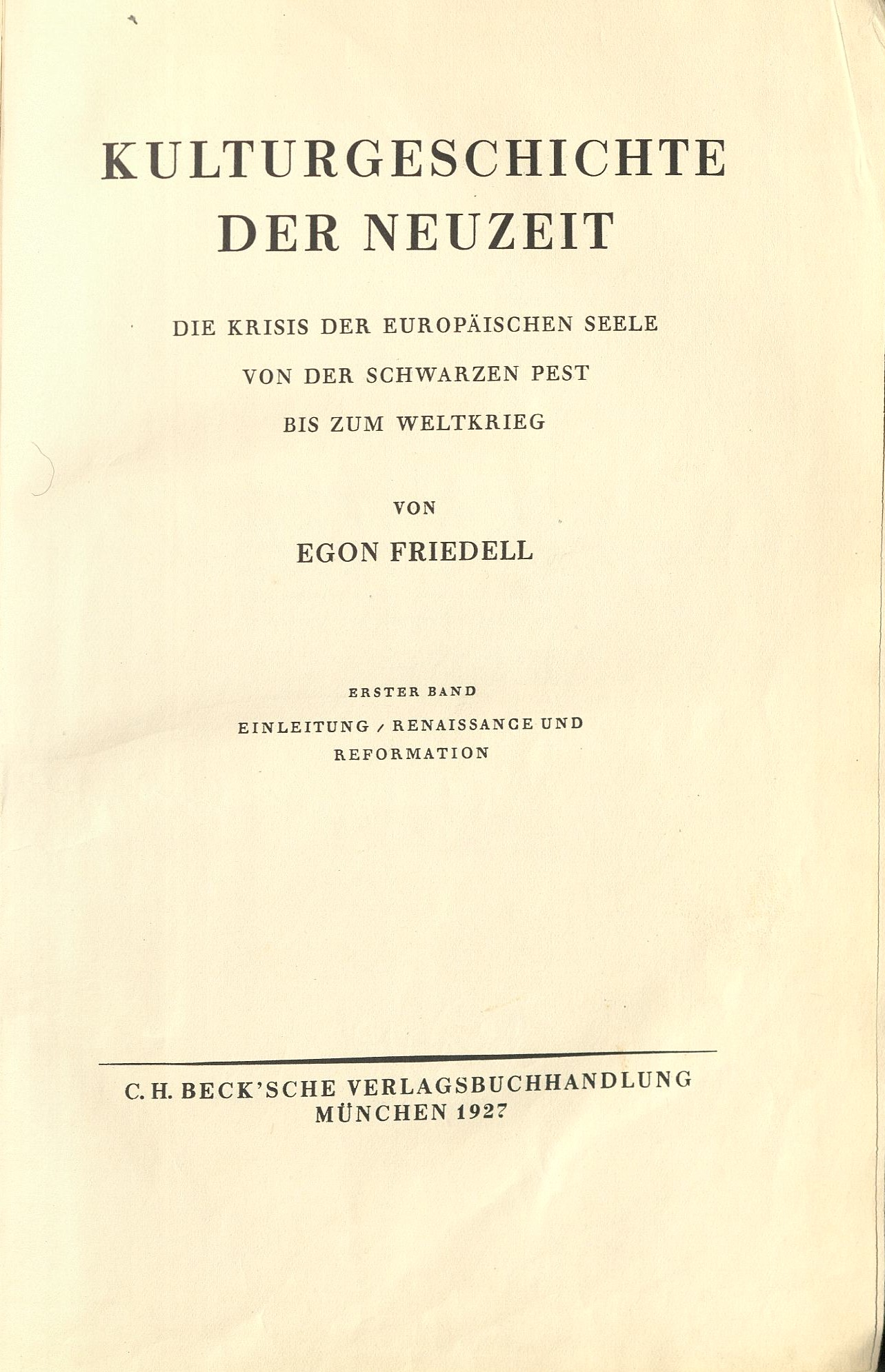
Erster Band, 1927

- Egon Friedell: Kulturgeschichte der Neuzeit. München 1989 (Ausgabe in einem Band; 3. Aufl. 1996) – ISBN 3406409881
- Egon Friedell: Kulturgeschichte der Neuzeit. Verlag C.H. Beck, München 2007 (Ausgabe in einem Band; 2. Aufl. 2008) – ISBN 9783406564628

## Parallele Studien
Etliche Großstudien zwischen den beiden Weltkriegen, die einen ähnlichen Ehrgeiz entwickelten, wiesen auch in ihrer Anlage verwandte Züge auf. Beispiele sind hier Der Untergang des Abendlandes von Oswald Spengler, Über den Prozess der Zivilisation von Norbert Elias oder A Study of History von Arnold Toynbee.